# Cacequi
Ne doit pas être confondu avec Rio Cacequi.
Cacequi est une ville de l'État du Rio Grande do Sul au Brésil.